# Форкалькере
Форкалькере (фр. Forcalqueiret) — коммуна на юго-востоке Франции в регионе Прованс — Альпы — Лазурный берег, департамент Вар, округ Бриньоль, кантон Гареу.
Площадь коммуны — 10,33 км², население — 2039 человек (2006) с выраженной тенденцией к росту: 2632 человека (2012), плотность населения — 255,0 чел/км².

## Население
Население коммуны в 2011 году составляло — 2547 человек, а в 2012 году — 2632 человека.
| 1962 | 1968 | 1975 | 1982 | 1990 | 1999 | 2006 | 2011 | 2012 |
| ---- | ---- | ---- | ---- | ---- | ---- | ---- | ---- | ---- |
| 163  | 215  | 315  | 744  | 1313 | 1665 | 2039 | 2547 | 2632 |

Динамика населения:

## Экономика
В 2010 году из 1476 человек трудоспособного возраста (от 15 до 64 лет) 1011 были экономически активными, 465 — неактивными (показатель активности 68,5%, в 1999 году — 61,3%). Из 1011 активных трудоспособных жителей работали 894 человека (479 мужчин и 415 женщин), 117 числились безработными (56 мужчин и 61 женщина). Среди 465 трудоспособных неактивных граждан 109 были учениками либо студентами, 215 — пенсионерами, а ещё 141 — были неактивны в силу других причин.
На протяжении 2010 года в коммуне числилось 989 облагаемых налогом домохозяйств, в которых проживало 2525,0 человек. При этом медиана доходов составила 18 тысяч 836 евро на одного налогоплательщика.

## Достопримечательности (фотогалерея)

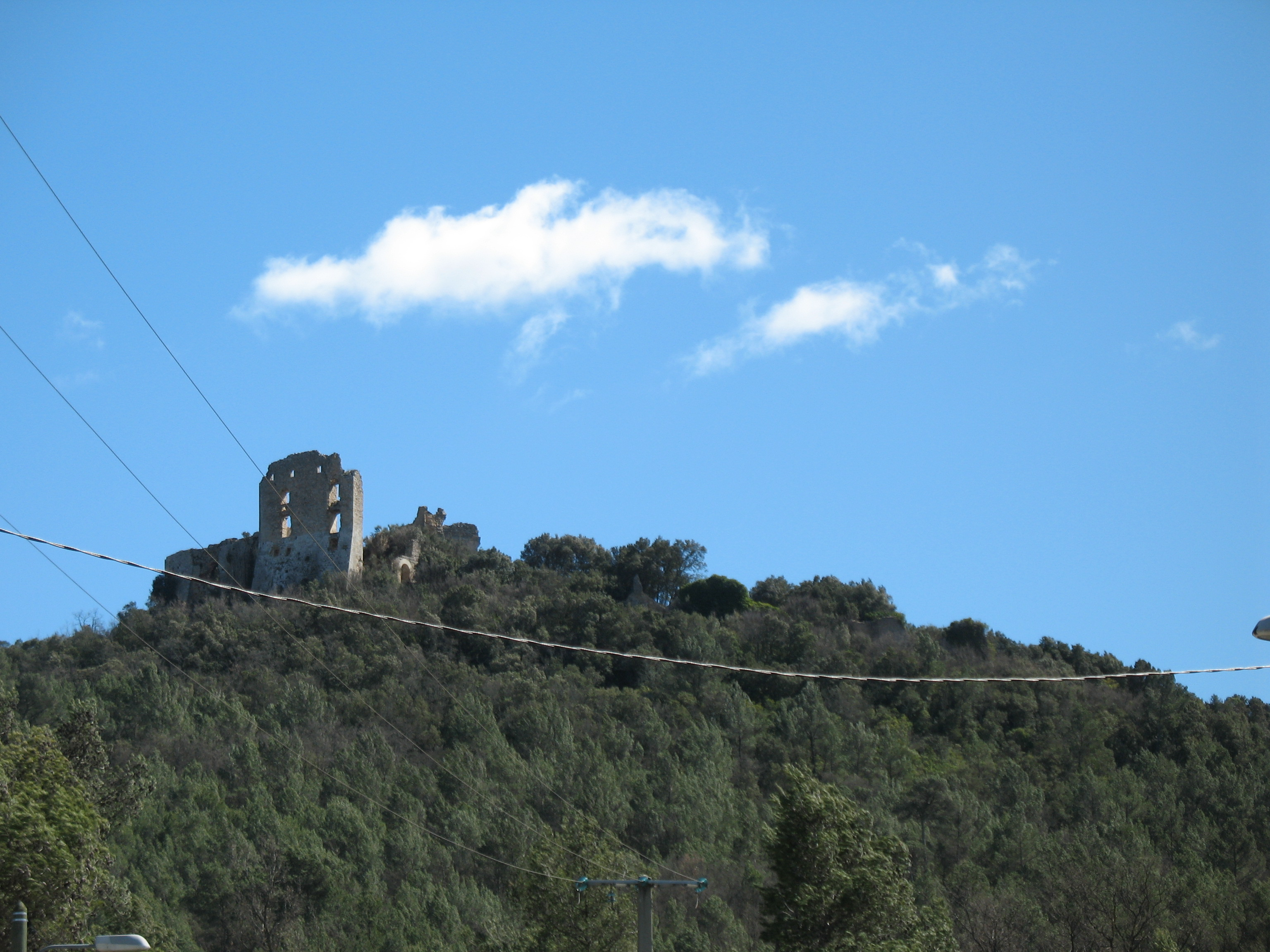
Руины старого замка